# Nogueira (Petrópolis)

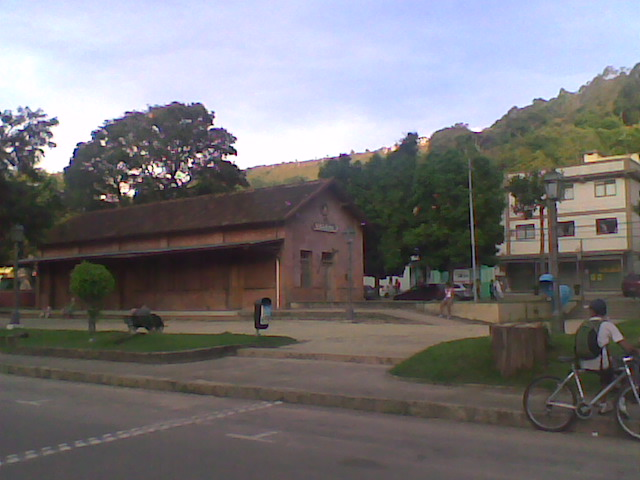
Antiga Estação Ferroviária de Nogueira

Nogueira é um bairro de Petrópolis, cidade do estado do Rio de Janeiro, Brasil.
Nogueira é um distrito localizado no município de Petrópolis, na região serrana do estado do Rio de Janeiro, Brasil. A história de Nogueira está intimamente ligada à construção da Estrada de Ferro Leopoldina, que chegou à região em 1883. A estação ferroviária de Nogueira foi inaugurada nesse mesmo ano e se tornou um importante ponto de parada para os trens que faziam a ligação entre a cidade do Rio de Janeiro e a região serrana do estado.
Com o passar dos anos, a estação de Nogueira se tornou um importante ponto de escoamento da produção agrícola da região, sobretudo de café. A chegada da estrada de ferro e a consequente expansão da atividade agrícola na região foram fundamentais para o desenvolvimento de Nogueira.
Anatolio Nogueira foi um personagem importante na história de Nogueira. Ele era o chefe da estação ferroviária que levava o seu nome e trabalhou incansavelmente para promover o desenvolvimento da região. Anatolio era conhecido por ser um homem visionário e empreendedor, que acreditava no potencial da região e trabalhou para desenvolvê-la.
Além de ser o chefe da estação ferroviária, Anatolio Nogueira foi um dos fundadores da Cooperativa Agropecuária de Petrópolis, que tinha como objetivo incentivar a produção rural e melhorar as condições de vida dos agricultores locais. Ele também foi um dos responsáveis pela construção da estrada que liga Nogueira a Petrópolis, o que permitiu um maior fluxo de pessoas e mercadorias entre as duas localidades.
A estrada que liga Nogueira a Petrópolis, que hoje é conhecida como Estrada União e Indústria, foi fundamental para o desenvolvimento econômico de toda a região. Com o tempo, Nogueira se transformou em um importante polo comercial e cultural, com uma rica produção agrícola e uma forte presença de imigrantes europeus, sobretudo italianos.
Atualmente, Nogueira é um distrito com grande potencial turístico, graças às suas belas paisagens naturais, às suas fazendas históricas e à sua rica cultura local. A região é conhecida por ser um importante centro de produção de cervejas artesanais e por contar com diversas opções de lazer e entretenimento, como trilhas, cachoeiras e atividades ao ar livre.
Atualmente, Nogueira possui o museu da estação NOGUEIRA, sediado no mesmo local onde era a antiga estação, aberto à visitação ao público e com diversos artigos da época, inclusive de Anatólio NOGUEIRA, doados por seu filho Ailton NOGUEIRA. Grande parte de membros da familia Nogueira ainda moram no Bairro. 
A familia NOGUEIRA tem uma longa história em ferrovias. Além do Sr. Anatólio que foi funcionário da ferrovia por longos anos, um de seus filhos cursou Engenharia e tornou-se um importante profissional no mercado (tendo trabalhado na Fepasa e em outras ferrovias) e seus netos seguiram com a mesma paixão, em especial  Alexandre Nogueira, principal executivo da empresa americana IntertechRail, atuando no mundo inteiro. É a tradição familiar e a paixão pela ferrovia que os move, assim como a vários admiradores mundo afora. 
Em 1940 a Fazenda Nogueira foi comprada pelo ex-deputado Milton de Souza Carvalho. Ele e um grupo urbanizou a área e criou um lago artificial e o Hotel Promenade, inaugurado em 1945, para veranistas em visita à Petrópolis. Com o loteamento da fazenda surgiu o então denominado bairro do Bomclima apoiado em capital do grupo e feito independente do auxílio municipal. O nome surgiu sobre o clima da localidade, que era confortável no inverno e ameno no verão.
Após as enchentes de 2011, que causaram grande destruição na região serrana do Estado do Rio, a Agência de Fomento do Estado do Rio de Janeiro (Investe Rio) abriu um posto avançado do Programa de Apoio Solidário para receber empreendedores que tiveram suas atividades prejudicadas pela enxurrada na Região Serrana. O posto foi instalado nas dependências do SESC Nogueira, próximo a Itaipava.
Nogueira é um local propício para um passeio de final de semana. Em torno da estações coexistem bares e restaurantes que reúnem encontros de aficcionados por motocicletas, carros antigos e outros hobbies.  paixão pelo lugar e pelas ferrovias fez com que muitas pessoas escolhessem o local para moradia ou casa de campo. 